# Chthonerpeton exile
Chthonerpeton exile é uma espécie de anfíbio da família Typhlonectidae. É endémica do Brasil, onde é conhecida apenas de uma localidade-tipo não especificada no estado da Bahia. Presume-se que seja subterrânea, estando presente em floresta húmida de baixa altitude. Os seus requisitos ecológicos são porventura semelhante aos de C. indistinctum, sendo então vivípara e reproduzindo-se na água.